# Sénas
Sénas [senas] est une commune française, située dans le département des Bouches-du-Rhône en région Provence-Alpes-Côte d'Azur. Elle fait partie de la métropole d'Aix-Marseille-Provence et du parc naturel régional des Alpilles. Ses habitants sont appelés les Sénassais(es). Il y a de nombreux aménagements urbains pour rendre cette ville très attractive touristiquement.

## Géographie

### Localisation
| Orgon      | Cheval-Blanc (Vaucluse) | Mérindol (Vaucluse) |
| Eygalières | Sénas                   | Mallemort           |
| Eyguières  | Lamanon                 | Alleins             |

### Hydrographie
La commune est traversée par le canal des Alpilles. La Durance sert de limite séparative entre Sénas (département des Bouches-du-Rhône) et Cheval-Blanc (département du Vaucluse); c'est une rivière à la fois alpine et méditerranéenne, à la morphologie bien particulière. Elle est dite « capricieuse », et était autrefois redoutée pour ses crues (elle était appelée le 3e fléau de la Provence) aussi bien que pour ses étiages.

### Relief

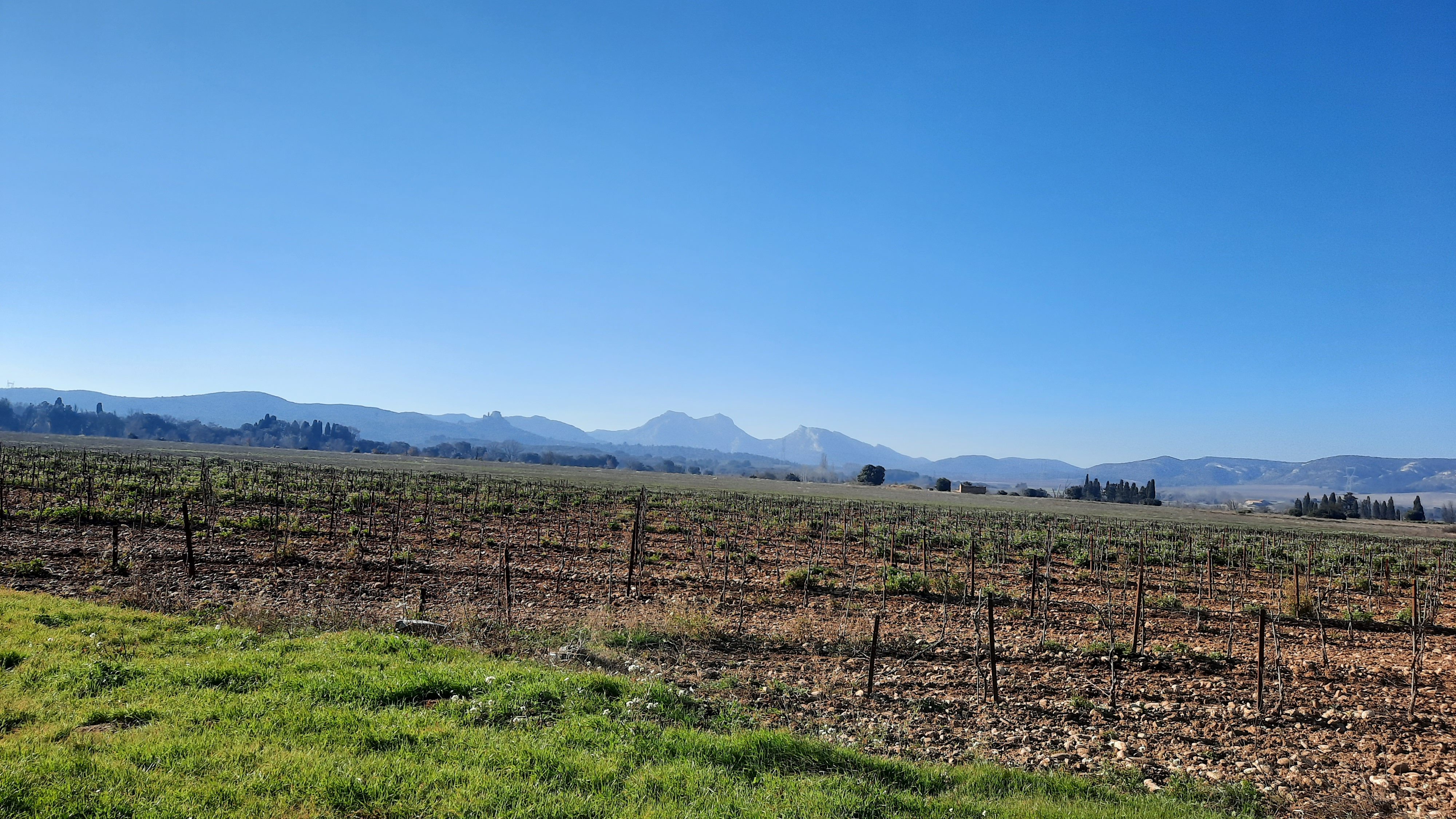
Le massif des Alpilles vu depuis Sénas

Le relief de la commune est plus influencé par la proximité de la Durance, à l'est, que par celui du massif des Alpilles, au nord-ouest.

### Climat
Pour des articles plus généraux, voir Climat de Provence-Alpes-Côte d'Azur et Climat des Bouches-du-Rhône.
En 2010, le climat de la commune est de type climat méditerranéen franc, selon une étude du Centre national de la recherche scientifique s'appuyant sur une série de données couvrant la période 1971-2000. En 2020, Météo-France publie une typologie des climats de la France métropolitaine dans laquelle la commune est exposée à un climat méditerranéen et est dans la région climatique Provence, Languedoc-Roussillon, caractérisée par une pluviométrie faible en été, un très bon ensoleillement (2 600 h/an), un été chaud (21,5 °C), un air très sec en été, sec en toutes saisons, des vents forts (fréquence de 40 à 50 % de vents > 5 m/s) et peu de brouillards.
Pour la période 1971-2000, la température annuelle moyenne est de 14,2 °C, avec une amplitude thermique annuelle de 17,6 °C. Le cumul annuel moyen de précipitations est de 646 mm, avec 5,9 jours de précipitations en janvier et 2,1 jours en juillet. Pour la période 1991-2020, la température moyenne annuelle observée sur la station météorologique de Météo-France la plus proche, « Salon-de-Provence », sur la commune de Salon-de-Provence à 12 km à vol d'oiseau, est de 14,7 °C et le cumul annuel moyen de précipitations est de 594,1 mm. 
La température maximale relevée sur cette station est de 43,4 °C, atteinte le 28 juin 2019 ; la température minimale est de −18,5 °C, atteinte le 12 février 1956,,.
Les paramètres climatiques de la commune ont été estimés pour le milieu du siècle (2041-2070) selon différents scénarios d'émission de gaz à effet de serre à partir des nouvelles projections climatiques de référence DRIAS-2020. Ils sont consultables sur un site dédié publié par Météo-France en novembre 2022.

## Urbanisme

### Typologie
Au 1er janvier 2024, Sénas est catégorisée petite ville, selon la nouvelle grille communale de densité à 7 niveaux définie par l'Insee en 2022.
Elle appartient à l'unité urbaine de Sénas, une unité urbaine monocommunale constituant une ville isolée,. Par ailleurs la commune fait partie de l'aire d'attraction de Salon-de-Provence, dont elle est une commune de la couronne,. Cette aire, qui regroupe 6 communes, est catégorisée dans les aires de 50 000 à moins de 200 000 habitants,.

### Occupation des sols
L'occupation des sols de la commune, telle qu'elle ressort de la base de données européenne d’occupation biophysique des sols Corine Land Cover (CLC), est marquée par l'importance des territoires agricoles (73,9 % en 2018), en diminution par rapport à 1990 (75 %). La répartition détaillée en 2018 est la suivante :
cultures permanentes (47,5 %), zones agricoles hétérogènes (16,8 %), milieux à végétation arbustive et/ou herbacée (13,1 %), zones urbanisées (7,5 %), terres arables (5,3 %), prairies (4,2 %), espaces ouverts, sans ou avec peu de végétation (3,6 %), mines, décharges et chantiers (1,6 %), forêts (0,2 %). L'évolution de l’occupation des sols de la commune et de ses infrastructures peut être observée sur les différentes représentations cartographiques du territoire : la carte de Cassini (XVIIIe siècle), la carte d'état-major (1820-1866) et les cartes ou photos aériennes de l'IGN pour la période actuelle (1950 à aujourd'hui).

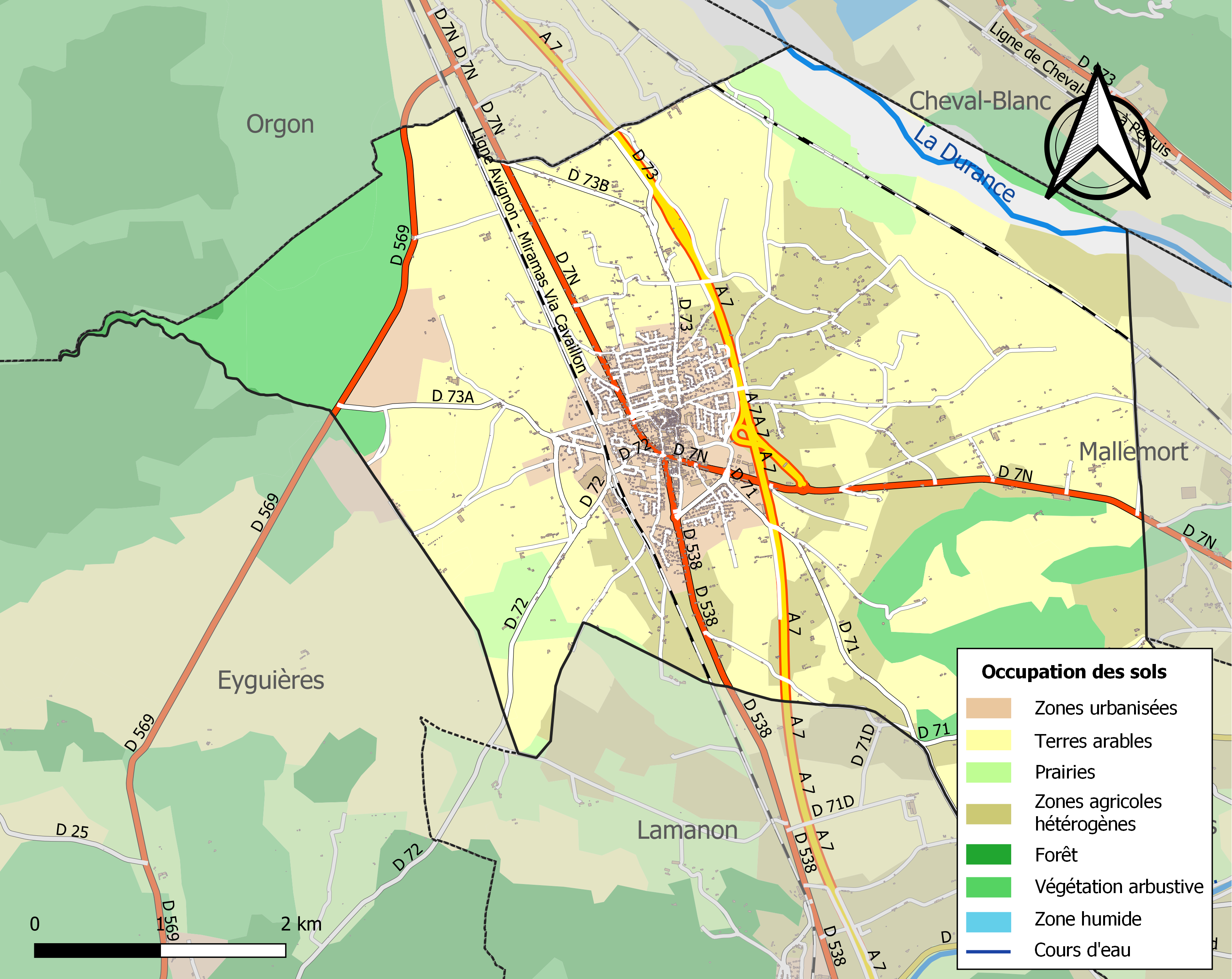
Carte des infrastructures et de l'occupation des sols de la commune en 2018 (CLC).

### Lieux-dits, écarts, hameaux
- La Cabre (ou la Chèvre, en provençal)
- Le Quartier du Plan
- Castelamar
- Le Tas de Blé (dans les hauteurs de Sénas, au pied des Alpilles)
- La Baronnerie
- Les Lieutauds
- Sénas plage ????
- La Pugère ou Péagère

### Voies de communication et transports
Sénas est accessible par la route nationale 7, entre Orgon (au nord) et Mallemort (au sud). Depuis Salon-de-Provence et Lamanon, la route départementale 538, aussi appelée route Jean-Moulin, se termine à Sénas. La commune étant traversée par l'autoroute A7, Sénas est également accessible par cette voie de communication. La sortie la plus proche est la no 26 à la sortie du village. La ville donne aussi son nom à une aire de repos de cette même autoroute.
L'aéroport le plus proche est celui de Marseille Provence à Marignane. Les gares TGV les plus proches se situent à Avignon et Aix-en-Provence. Une ligne de TER dessert Sénas, entre les gares d'Avignon-Centre et de Miramas.

### Risques naturels et technologiques

#### Sismicité
À la suite du décret du 14 mai 1991 définissant le zonage sismique de la France, les Bouches-du-Rhône ont été découpés de la manière suivante :
- Zone II, zone qui correspond à une « sismicité moyenne » : les cantons de Lambesc, Peyrolles-en-Provence et Salon-de-Provence, tous trois de l'arrondissement d’Aix-en-Provence ;
- Zone Ib, zone qui correspond à une « sismicité faible » : les cantons d'Aix-en-Provence et Trets de l'arrondissement d’Aix-en-Provence, les cantons d'Eyguières et Orgon de l'arrondissement d'Arles et les cantons de Berre-l'Étang, Istres-Nord et Istres-Sud de l'arrondissement d'Istres ;
- Zone Ia, zone qui correspond à une « sismicité très faible » : tous les autres cantons de l'arrondissement d’Aix-en-Provence, les cantons d'Arles-Est, Châteaurenard et Saint-Rémy-de-Provence de l'arrondissement d'Arles, les cantons de Marignane, Martigues-Est et Martigues-Ouest de l'arrondissement d'Istres, et enfin le canton de Roquevaire de l'arrondissement de Marseille ;
- Zone 0, zone qui correspond à une « sismicité négligeable » : tous les autres.

## Toponymie
En provençal le nom de la ville est Senàs ou Senaç. Dans le polyptyque de Vuadalde ou Descriptio mancipiorum (813-814), on trouve une mention de Sinaca villa.
Dans les chartes du Monastère de Saint-Victor de Marseille, on trouve un Castrum de Senatio. En 1351, la localité est désignée par Senacium. Charles Rostain donne une liste importante d'attestation parmi les plus importantes pour établir la forme, de citer : Senaz 1144, Senacio 1201. Les suffixes en -atio, -acio évoluent tous deux en -az [tz] ce que confirment les attestations. La forme correcte selon la norme classique est donc Senaç,.

## Histoire

### Préhistoire
L’histoire de Sénas est, du fait de sa situation géographique entre Alpilles et Luberon, liée à celle d’un site. Nous trouvons la Préhistoire à Sénas, sur les hautes terres du Nord-Ouest du village, c’est-à-dire à la Péagère du Rocher. C’est dans ce quartier que notre histoire commence. Tout à fait par hasard, en 1975, à la suite de l’extraction de graviers, un site d’une extrême richesse archéologique fut mis au jour…. Le gisement de plein air de « la montagne » : un gisement d’ossements d’aurochs (bovins sauvages du Mésolithique), accompagnés de squelettes d’autres animaux chassés. Ce site apparaît comme une exception[réf. nécessaire] pour le Sud-Est de la France à cause du nombre important de restes d’aurochs.[réf. nécessaire]
Sur le site dit de la Péagère du Rocher ou la Puagère dans le quartier du Vieux Sénas, en 1838, 8 stèles anthropomorphiques dites selon la tradition d'Orgon-Sénas (7 déposées au Musée Calvet d'Avignon et une déposée au Musée d'Histoire Naturelle de Nîmes), ont été mises au jour. Cette découverte multiple permet d'envisager la présence d'un lieu de sépulture à cet endroit.

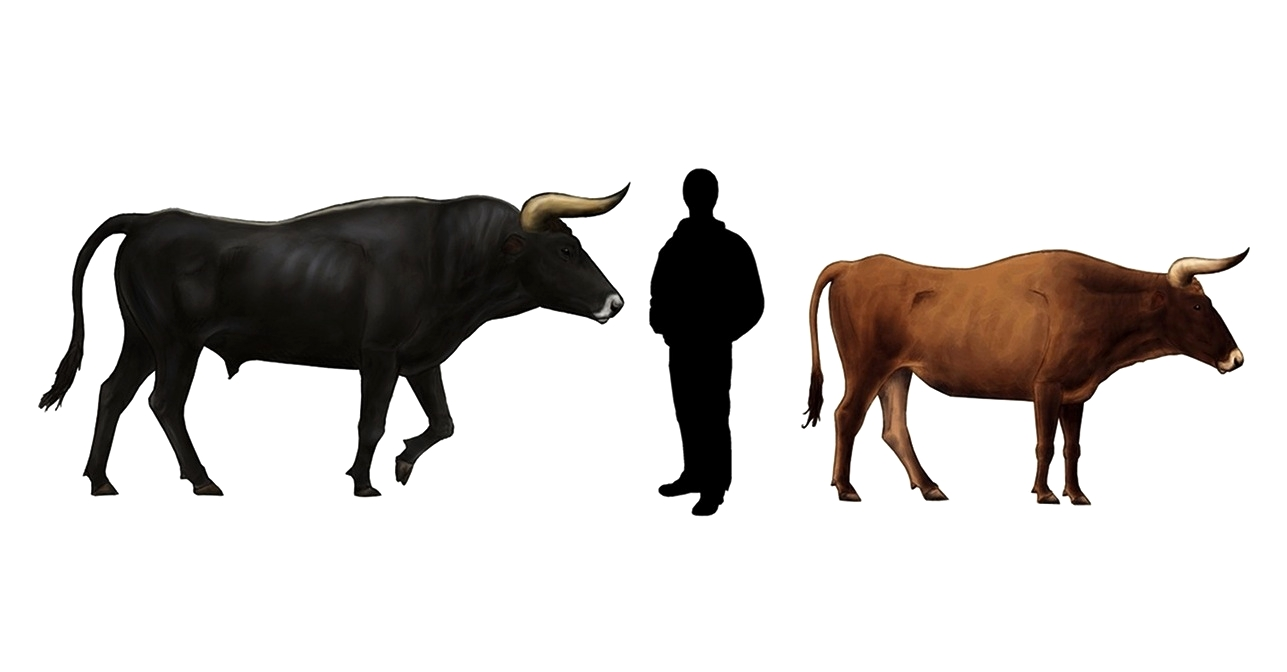
Auroch.
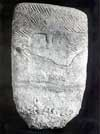
Stèle.
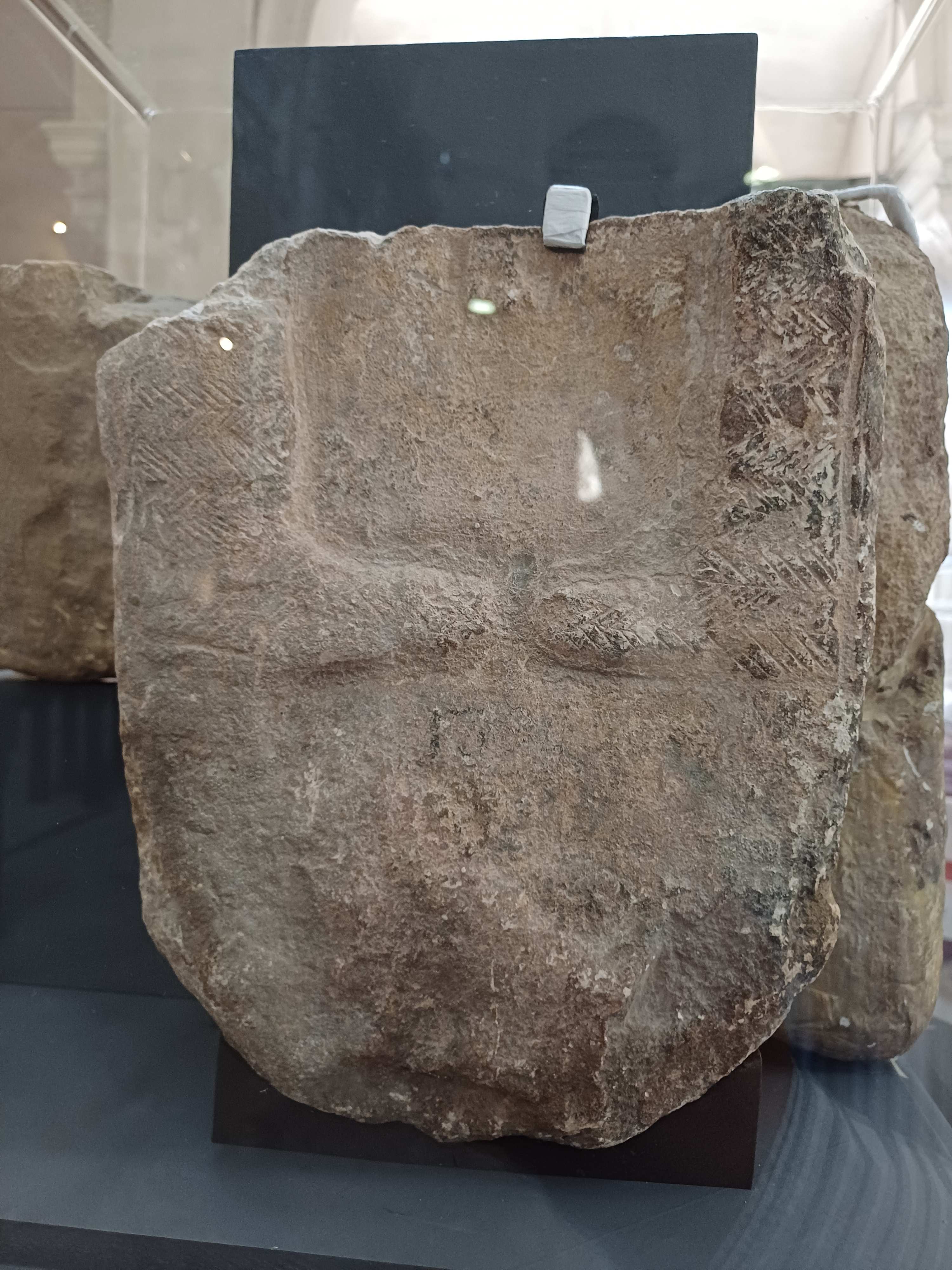
Stèle d'Orgon-Sénas La Puagère 4 conservée au Musée lapidaire d'Avignon.

### Antiquité
Des vestiges de villas gallo-romaines ont été repérés dans les quartiers du Crillon, du Tas de Blé et de la Péagère du Roucas.
Mais ceux situés au sud-ouest du village, révèlent un bâtiment de 30 × 30 m avec une cour carrée et une galerie de façade, et ayant la particularité d'avoir un aqueduc souterrain qui drainait l’eau des paluds de Beauvezet avec une canalisation de plomb.
Une tombe de cette époque est également mise au jour dans le quartier de La Puagère.
Une statue de belle facture (d’Apollon ou de Mercure), est découverte durant la première moitié du XIXe siècle et déposée au Musée Lapidaire d’Avignon.
Cependant de nombreux sites pour cette période accompagnés de voies ont été notifiés dans toute la plaine de la Durance. Autour du village, une centuriation SE-NO à 20°O a été identifiée et une borne limite a été trouvée au lieu-dit les Marmets.

### Moyen Âge
Au XIe siècle, un château fort est construit sur un éperon rocheux dominant la plaine et la vallée de la Durance. Des donations au monastère de Saint-Victor de Marseille sont effectuées par un Ronulfus, premier seigneur identifié dans les chartes du monastère. Elles désignent un castrum de Senacio. Ce lieu prend le nom de Péagère du Roucas car il y était perçu un péage.
Saint-Victor y fait construire une cella qui est rapidement donnée aux sœurs bénédictines de Vaucluse, mais, en 1326, lorsqu'elles s'établirent à Cavaillon, Saint-André-du-Roucas est érigé en prieuré dont elles perçoivent la dîme.
Au XIVe siècle, ce site perché est peu à peu abandonné pour rejoindre la vallée malgré la menace des eaux, dont les marécages qui sont asséchés au cours du temps et le cours irrégulier de la Durance.
Le 14 mai 1436, Catherine de Sénas se marie avec Foulques de Provence. Elle reçut alors la seigneurie d'Eygalières, en don de son frère, Jean de Louvet.

### Temps modernes
La ville est pillée par Borromée lors de la seconde invasion de la Provence par Charles Quint en juillet-septembre 1536 puis très rapidement reprise par un parti de Cery.
Durant les guerres de Religion opposant catholiques et huguenots, en 1594, l'arrivée du seigneur de Lesdiguières avec son armée entre en Provence, établissant son camp à Orgon, força le duc de Savoie à se retirer de Sénas.
Le seigneur de Sénas portait le titre de baron. Après sa participation aux guerres de Religion, il devient marquis. La famille de Jarente était pour le parti protestant. La seigneurie de Sénas est élevée au rang de marquisat tout de suite après le comté des Baux.
Charles de Jarente, chevalier et marquis de Sénas, décédé le 25 avril 1702, est enseveli la même année dans l'église paroissiale. Il fut marié à Thérèse de Montaigue d'Avignon le 13 juin 1688 à Sénas.

### Révolution française et Empire
En 1792, le château est mis à sac et le bâtiment n'étant plus remis en état à partir de cette date, il déclinera et tombera en ruine.

### Époque contemporaine
La présence de la Durance se fait sentir en 1828, lorsqu'une inondation survient endommageant des bâtiments en particulier l'école publique.

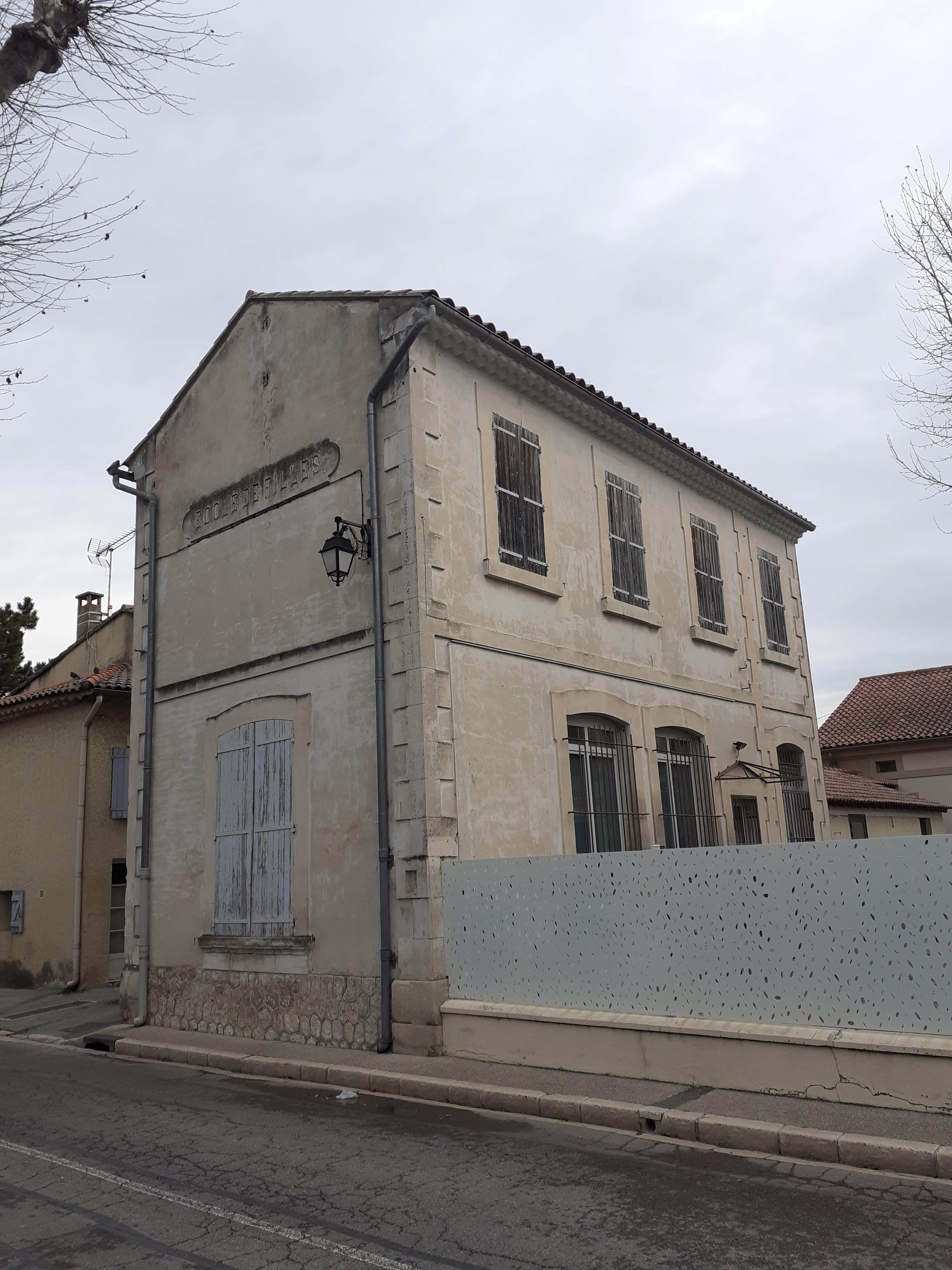
Le bâtiment de l'ancienne école des filles.
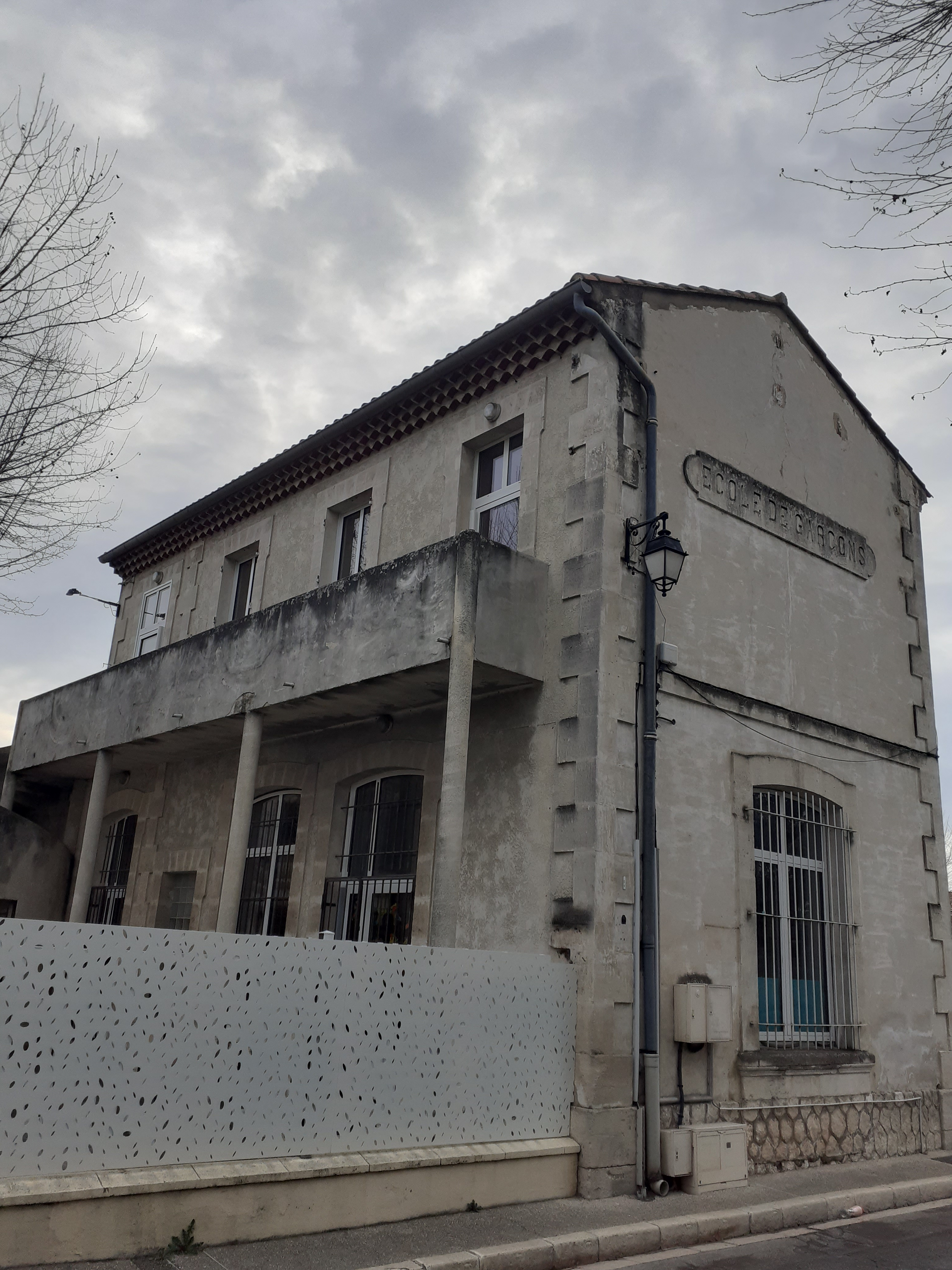
Le bâtiment de l'ancienne école des garçons.

## Politique et administration

### Liste des maires

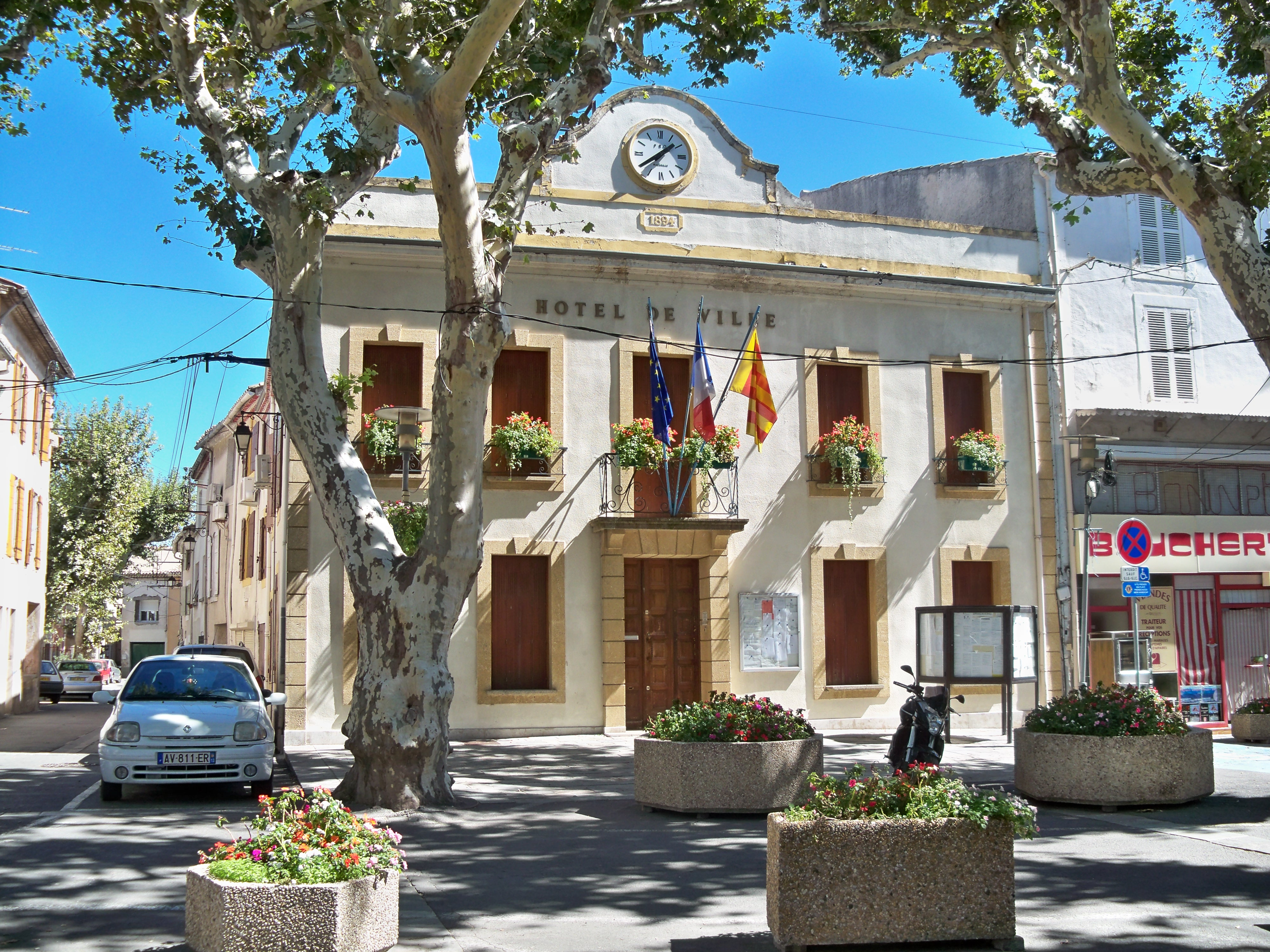
Mairie de Sénas.

De 1789 à 1799, les agents municipaux (maires) sont élus au suffrage direct pour 2 ans et rééligibles, par les citoyens actifs de la commune, contribuables payant une contribution au moins égale à trois journées de travail dans la commune. Sont éligibles ceux qui paient un impôt au moins équivalent à dix journées de travail.
De 1799 à 1848, La constitution du 22 frimaire an VIII (13 décembre 1799) revient sur l’élection du maire, les maires sont nommés par le préfet pour les communes de moins de 5 000 habitants. La Restauration instaure la nomination des maires et des conseillers municipaux. Après 1831, les maires sont nommés (par le roi pour les communes de plus de 3 000 habitants, par le préfet pour les plus petites), mais les conseillers municipaux sont élus pour six ans.
Du 3 juillet 1848 à 1851, les maires sont élus par le conseil municipal pour les communes de moins de 6 000 habitants.
De 1851 à 1871, les maires sont nommés par le préfet, pour les communes de moins de 3 000 habitants et pour 5 ans à partir de 1855.
Depuis 1871, les maires sont élus par le conseil municipal à la suite de son élection au suffrage universel.
Une liste incomplète des maires voit se succéder :
- En 1873, M. Auguste Auphant.
- Le 5 mars 1874, M. Louis Curel.
- Le 29 août 1877 est nommé M. Emile Ravanas.
- Le 6 janvier 1878, M. Mathieu Rech qui est remplacé par son premier adjoint, M. Louis Gustave Jaubert, le 4 mai 1978.
- Suivra M. Joseph Alphandéry et M. Claude-Henri Michel.
- Le 17 juin 1887, M. Fernand Alphandéry, propriétaire négociant.
- Le 13 mars 1894, M. Nicolas Barthélémy.

| Période       | Période       | Identité                 | Étiquette | Qualité                                                                                                |
| ------------- | ------------- | ------------------------ | --------- | --- |
| Avril 1897    | janvier 1907  | Mathieu Rech             | Rad.      | Conseiller généraldu canton d'Orgon (1901-1907) Décédé en fonctions                                    |
| Février 1907  | novembre 1919 | Michel (ou Louis) Pascal |           | Agriculteur                                                                                            |
| Décembre 1919 | mai 1925      | Mathieu Sellon           |           | |
| Mai 1925      | mars 1938     | Baptiste Dubois          | Rad.      | Directeur de l'école d'agriculture de Valabre, Directeur de l'Assistance Publique des Bouches-du-Rhône |
| Mars 1938     | Février 1941  | Désiré Pey               |           | Boucher                                                                                                |
| février 1941  | Août 1944     | Paul Chabert             |           | Propriétaire négociant                                                                                 |
| Août 1944     | mars 1945     | Edouard Rouchon          |           | Négociant en fruits et légumes                                                                         |
| avril 1945    | mars 1967     | Auguste Jaubert          |           | Chef cantonnier en retraite                                                                            |
| Mars 1967     | mars 1983     | Edmond Pons              |           | Chef de gare à Miramas en retraite                                                                     |
| Mars 1983     | mars 1995     | Pierre Beynet            | PS        | Commerçant, conseiller général du canton d'Orgon (1976-2001)                                           |
| Mars 1995     | mars 2015     | Rémy Fabre               | DVD       | Pâtissier                                                                                              |
| Mars 2015     | juillet 2015  | Patrick Bardizbanian     | DVD       | Maire par intérim / Directeur d'école                                                                  |
| juin 2015     | En cours      | Philippe Ginoux          | DVD       | Directeur commercial, suppléant du député Bernard Reynès (2017-2022)                                   |

### Intercommunalité
Sénas est une des dix-sept communes de la métropole d'Aix-Marseille Provence (le territoire du Pays Salonais) qui compte 130 000 habitants.

### Finances communales
| Taxe                                                | Part communale | Part intercommunale | Part départementale | Part régionale |
| --------------------------------------------------- | -------------- | ------------------- | ------------------- | -------------- |
| Taxe d'habitation (TH)                              | 16,20 %        | 0,00 %              | 9,19 %              | 0,00 %         |
| Taxe foncière sur les propriétés bâties (TFPB)      | 22,06 %        | 0,00 %              | 10,85 %             | 2,36 %         |
| Taxe foncière sur les propriétés non bâties (TFPNB) | 44,05 %        | 0,00 %              | 9,80 %              | 8,85 %         |
| Taxe professionnelle (TP)                           | 0,00 %         | 19,53 %             | 7,08 %              | 3,84 %         |

La part régionale de la taxe d'habitation n'est pas applicable.
La taxe professionnelle est remplacée en 2010 par la cotisation foncière des entreprises (CFE) portant sur la valeur locative des biens immobiliers et par la contribution sur la valeur ajoutée des entreprises (CVAE) (les deux formant la contribution économique territoriale (CET) qui est un impôt local instauré par la loi de finances pour 2010).

## Population et société

### Démographie

#### Évolution démographique
L'évolution du nombre d'habitants est connue à travers les recensements de la population effectués dans la commune depuis 1793. Pour les communes de moins de 10 000 habitants, une enquête de recensement portant sur toute la population est réalisée tous les cinq ans, les populations de référence des années intermédiaires étant quant à elles estimées par interpolation ou extrapolation. Pour la commune, le premier recensement exhaustif entrant dans le cadre du nouveau dispositif a été réalisé en 2004.

En 2022, la commune comptait 6 829 habitants, en évolution de −2,51 % par rapport à 2016 (Bouches-du-Rhône : +2,48 %, France hors Mayotte : +2,11 %).
| 1793  | 1800  | 1806  | 1821  | 1831  | 1836  | 1841  | 1846  | 1851  |
| ----- | ----- | ----- | ----- | ----- | ----- | ----- | ----- | ----- |
| 1 350 | 1 015 | 1 240 | 1 441 | 1 491 | 1 691 | 1 862 | 1 873 | 2 020 |

| 1856  | 1861  | 1866  | 1872  | 1876  | 1881  | 1886  | 1891  | 1896  |
| ----- | ----- | ----- | ----- | ----- | ----- | ----- | ----- | ----- |
| 2 020 | 2 080 | 1 972 | 1 987 | 1 914 | 1 845 | 1 859 | 1 800 | 1 886 |

| 1901  | 1906  | 1911  | 1921  | 1926  | 1931  | 1936  | 1946  | 1954  |
| ----- | ----- | ----- | ----- | ----- | ----- | ----- | ----- | ----- |
| 2 055 | 1 924 | 1 877 | 1 855 | 2 027 | 2 177 | 2 262 | 2 281 | 2 575 |

| 1962  | 1968  | 1975  | 1982  | 1990  | 1999  | 2004  | 2006  | 2009  |
| ----- | ----- | ----- | ----- | ----- | ----- | ----- | ----- | ----- |
| 2 917 | 3 008 | 3 265 | 3 906 | 5 113 | 5 618 | 5 980 | 6 127 | 6 405 |

| 2014  | 2019  | 2022  | - | - | - | - | - | - |
| ----- | ----- | ----- | - | - | - | - | - | - |
| 7 006 | 6 894 | 6 829 | - | - | - | - | - | - |

#### Pyramide des âges
La population de la commune est relativement jeune.
En 2018, le taux de personnes d'un âge inférieur à 30 ans s'élève à 33,1 %, soit en dessous de la moyenne départementale (35,3 %). À l'inverse, le taux de personnes d'âge supérieur à 60 ans est de 27,9 % la même année, alors qu'il est de 26,3 % au niveau départemental.
En 2018, la commune comptait 3 329 hommes pour 3 601 femmes, soit un taux de 51,96 % de femmes, légèrement inférieur au taux départemental (52,24 %).
Les pyramides des âges de la commune et du département s'établissent comme suit.
| Hommes | Classe d’âge | Femmes |
| ------ | ------------ | ------ |
| 0,8    | 90 ou +      | 2,3    |
| 7,5    | 75-89 ans    | 9,7    |
| 17,4   | 60-74 ans    | 18,0   |
| 22,2   | 45-59 ans    | 19,4   |
| 17,6   | 30-44 ans    | 18,8   |
| 15,2   | 15-29 ans    | 13,3   |
| 19,4   | 0-14 ans     | 18,5   |

| Hommes | Classe d’âge | Femmes |
| ------ | ------------ | ------ |
| 0,8    | 90 ou +      | 1,9    |
| 7,6    | 75-89 ans    | 9,8    |
| 16,2   | 60-74 ans    | 17,2   |
| 19,7   | 45-59 ans    | 19,5   |
| 18,8   | 30-44 ans    | 18,6   |
| 18,4   | 15-29 ans    | 16,9   |
| 18,6   | 0-14 ans     | 16,1   |

### Manifestations culturelles et festivités
- Floralies de printemps, Floralies d’automne et exposition des artisans locaux, Fête de la musique, Feu de la Saint-Jean, Nuit des étoiles, Foire aux santons. Et aussi ….
- Transhumance : Dernier dimanche d’avril. Passage des moutons en partance vers les alpages, conduit par les bergers et leurs chiens, les groupes folkloriques, les ânes bâtés et toutes les personnes costumées qui désirent participer au défilé. Puis place à la foire gourmande et la foire aux vins, artisans ou producteurs régionaux, installés sur la place du Marché.
- Charrette de la Saint-Amanet : avant-dernier dimanche de septembre. Défilé de la grande charrette, habilement décorée des fruits et légumes de saison de la région, tirée par 30 chevaux de trait et suivie des différents attelages avec groupes folkloriques et personnes costumées. Bénédiction de la charrette sur le parvis de l’église. Animation folklorique et musicale.
- Saint Amand : fête de l’été (dernière semaine d'aout), fête foraine, bals, jeux taurins, concours de belotes ou de boules, sorties en moto et courses à vélo, paint ball et feu d’artifice….
- Marché de Noël artisanal Alsace Provence : dernier week-end de novembre.

#### Superficie et population
La ville de Sénas a une superficie de 3 061 hectares et une population de 6 228 habitants en 2007, ce qui la classe :
| Rang                       | Superficie | Population | Densité |
| -------------------------- | ---------- | ---------- | ------- |
| France                     | 1 675e     | 3 607e     | 4 175e  |
| Provence-Alpes-Côte d'Azur | 134e       | 349e       | 175e    |
| Bouches-du-Rhône           | 49e        | 45e        | 57e     |
| Arrondissement d'Arles     | 8e         | 14e        | 7e      |
| Canton d'Orgon             | 1er        | 3e         | 3e      |

### Enseignement
La commune possède une école maternelle et deux écoles primaires publiques Jean-Moulin 1 et 2. Les élèves sont ensuite affectés au collège Mont-Sauvy à Orgon,. Puis ils vont au lycée général et technique de l'Emperi à Salon-de-Provence (mais la commune ayant une double sectorisation il est nécessaire de se mettre en rapport avec l'inspection académique 84),.

### Sports et loisirs
Le club de football local, le FAVD Val-Durance, est une union sportive regroupant les communes d'Orgon et de Sénas. L'équipe seniors première évolue en Promotion d'honneur A.

### Santé
La commune, qui dispose de 3 cabinets médicaux, de pharmacies, infirmières, dentistes, n'a pas d’hôpital. Le plus proche est à Salon-de-Provence.

### Culture
- L'Eden
- Médiathèque "Pierre Beynet"
- Cinéma

## Culture locale et patrimoine

### Lieux et monuments

#### Le château
La date de construction du château de Sénas est imprécise. Il est présent au XVe siècle. Une gravure du XVIIIe siècle le présente avant les transformations que lui fera subir la famille des Benault Lubières de Roquemartine. En septembre 1792, le château est vandalisé et littéralement réduit à ses quatre murs. Sa propriétaire, madame de Fougâsse-Labastie, puis ses héritiers Forbin-Chevigné renoncent à tout espoir de le restaurer : en 1844, première vente de ses ruines suivie de bien d’autres en 1847, 1922 et enfin 1955, qui entraîneront sa totale et définitive disparition.
Le château était entouré d'un mur d'enceinte dont il reste encore un vestige : le rempart de la Parée. Il est daté du XIVe siècle - XVIIIe siècle,.

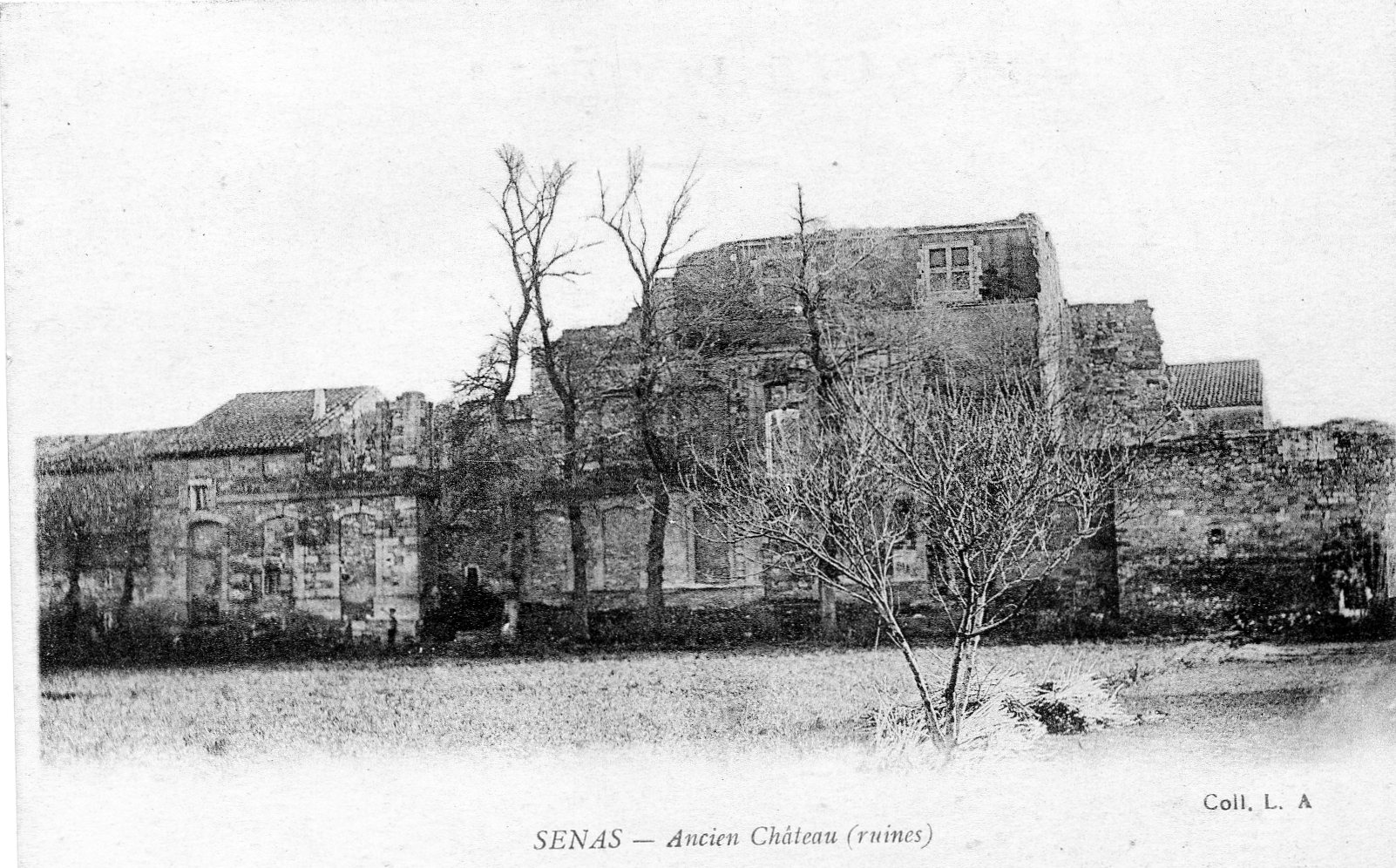
Ancien château.
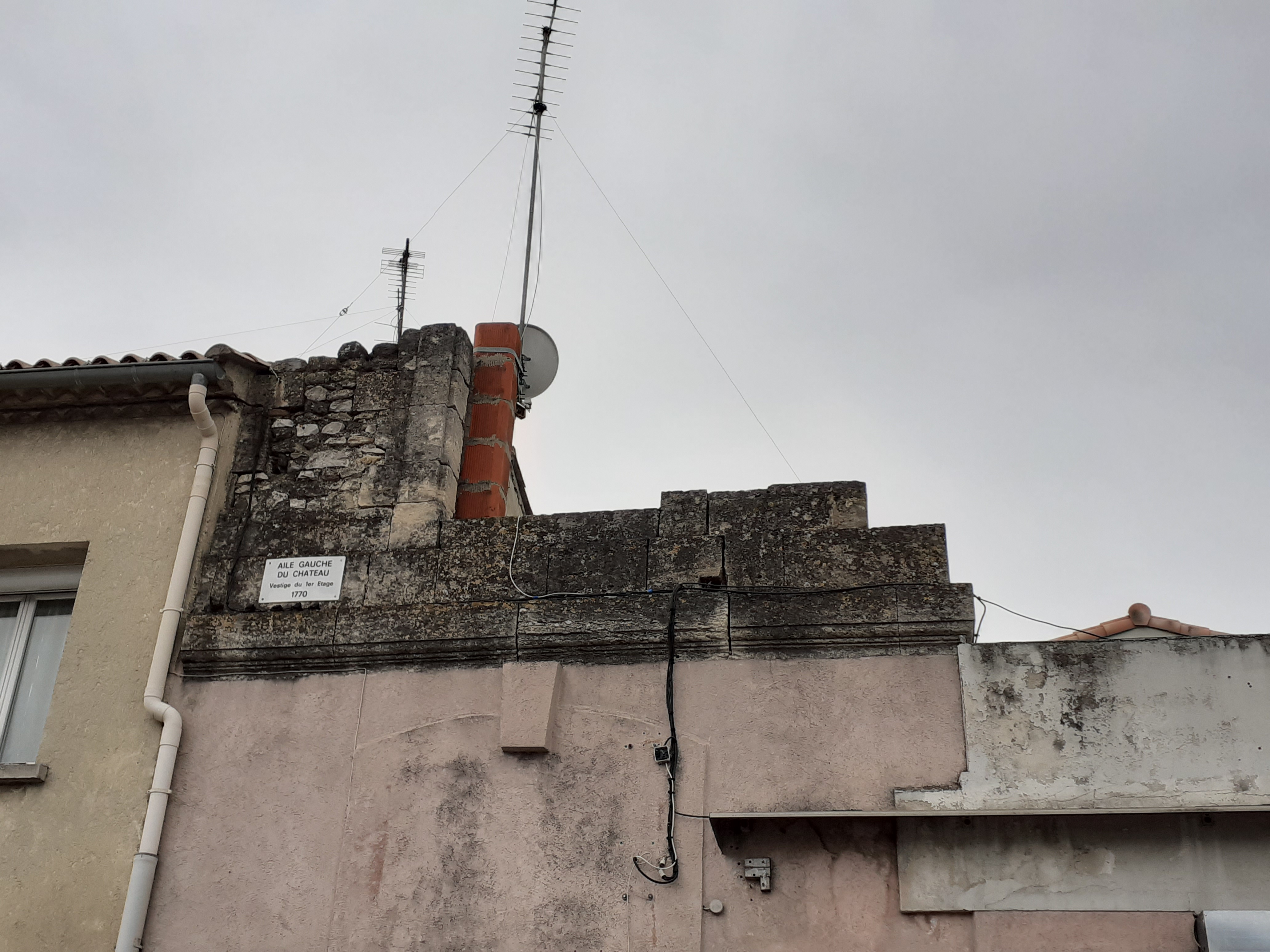
Vestige d'une fenêtre du château.
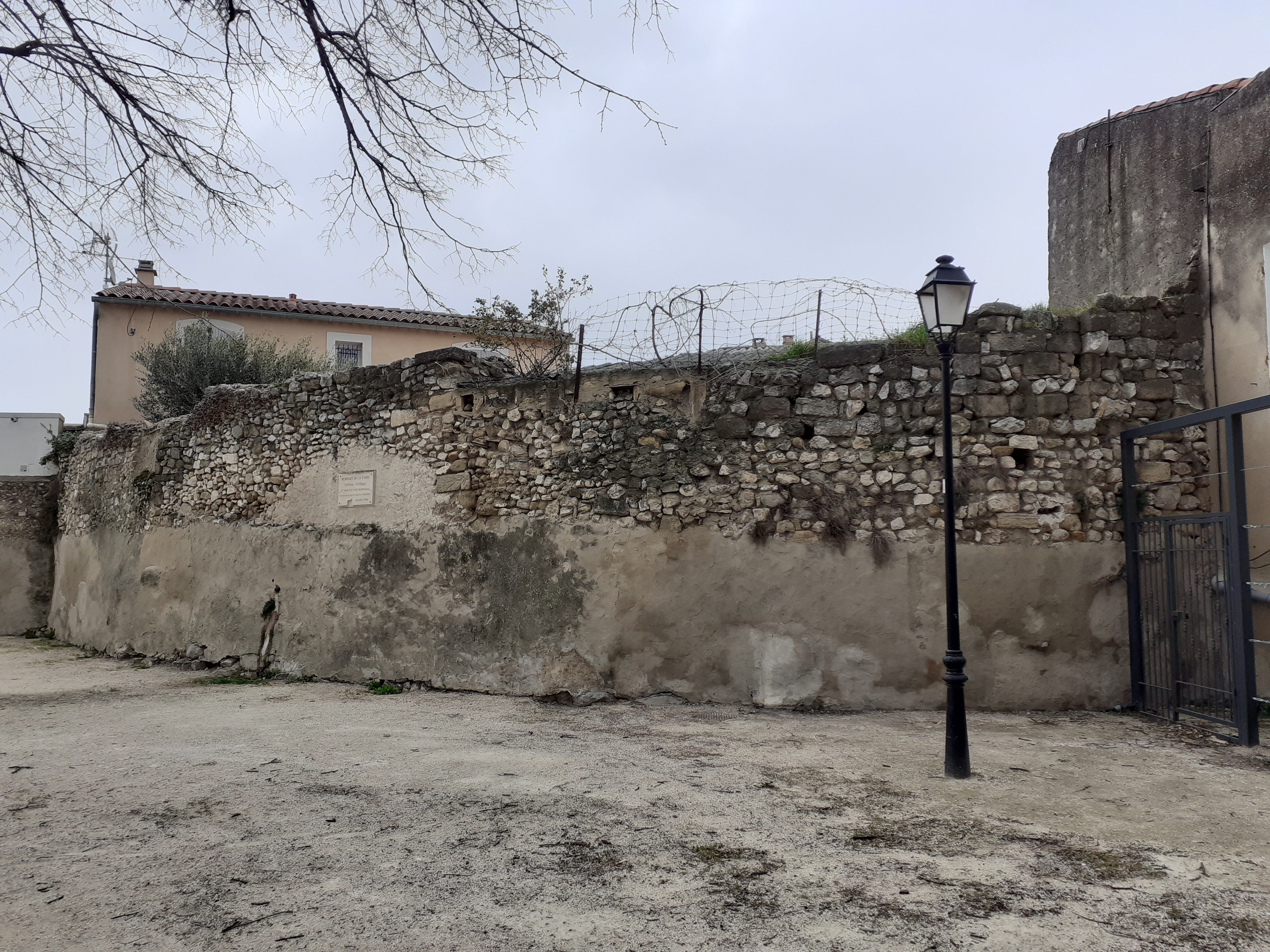
Portion du rempart de la Parée.

#### L'église
L'Église Saint-Amand dédiée à Saint-Amand (fin XIe siècle, XIVe siècle) est inscrite sur la liste des monuments historiques depuis 1997.

#### La chapelle Sainte-Marie des Méjeans
Petite chapelle domaniale, aujourd’hui ruinée, se dresse sur la colline de la Cabre, érigée au XIe siècle (ou dans la première moitié du XIIe siècle).
Encore intacte en 1789, les causes de sa destruction sont inconnues.

#### La chapelle Notre-Dame du Bon Voyage
Inaugurée en juin 1967, elle remplace la chapelle de la Capelette, détruite lors de l'élargissement de la RN 7 effectué la même année.

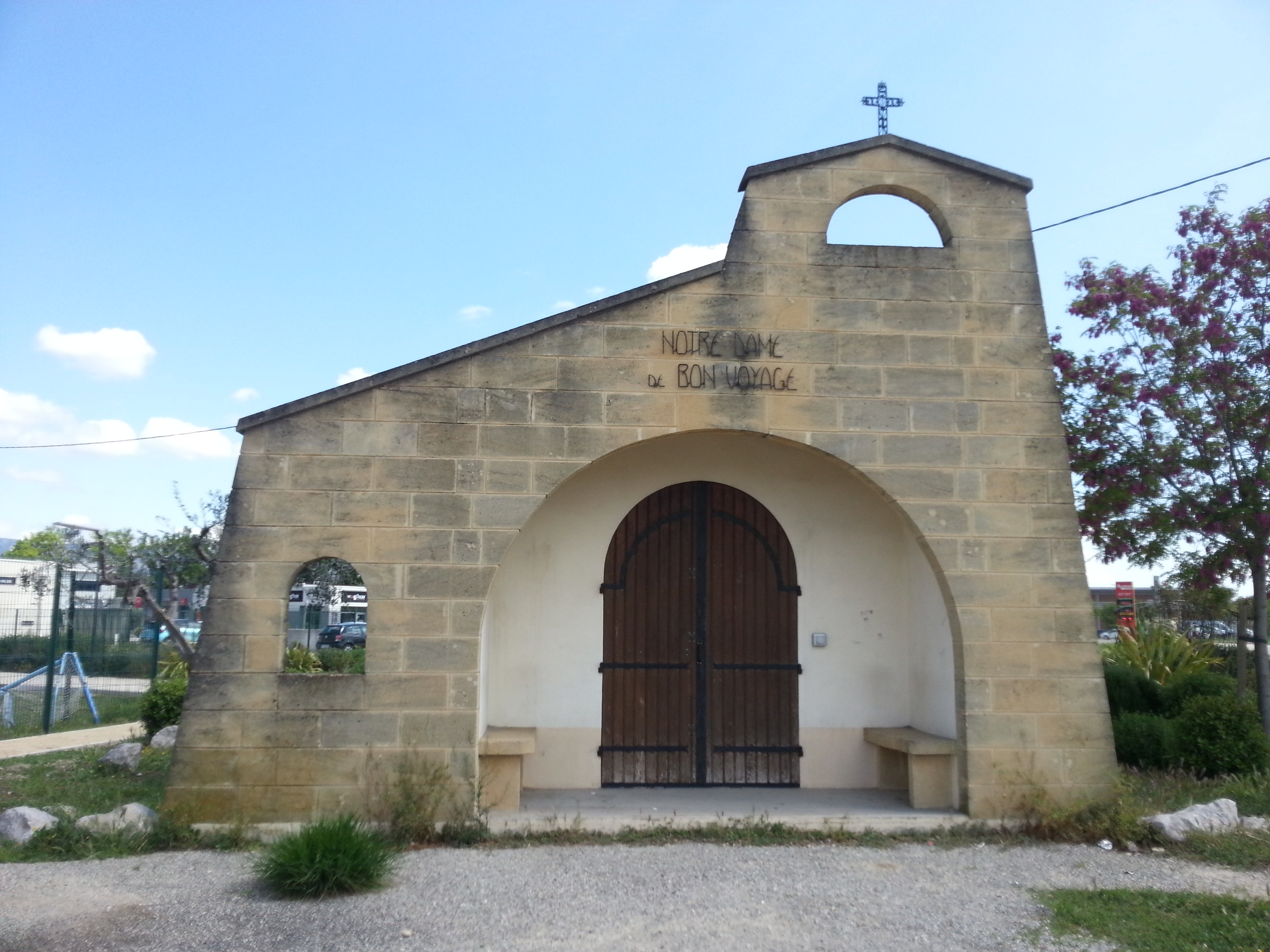
La chapelle Notre-Dame du Bon Voyage.

#### Le lavoir du Pont de la Pierre
Dernier des trois lavoirs de la ville, il fut érigé en 1924 et restauré en 2004.

#### Le pont du Bosquet
Ce pont dit aussi "pont romain", enjambe le canal des Alpines et dont la construction date entre 1772 et 1791.

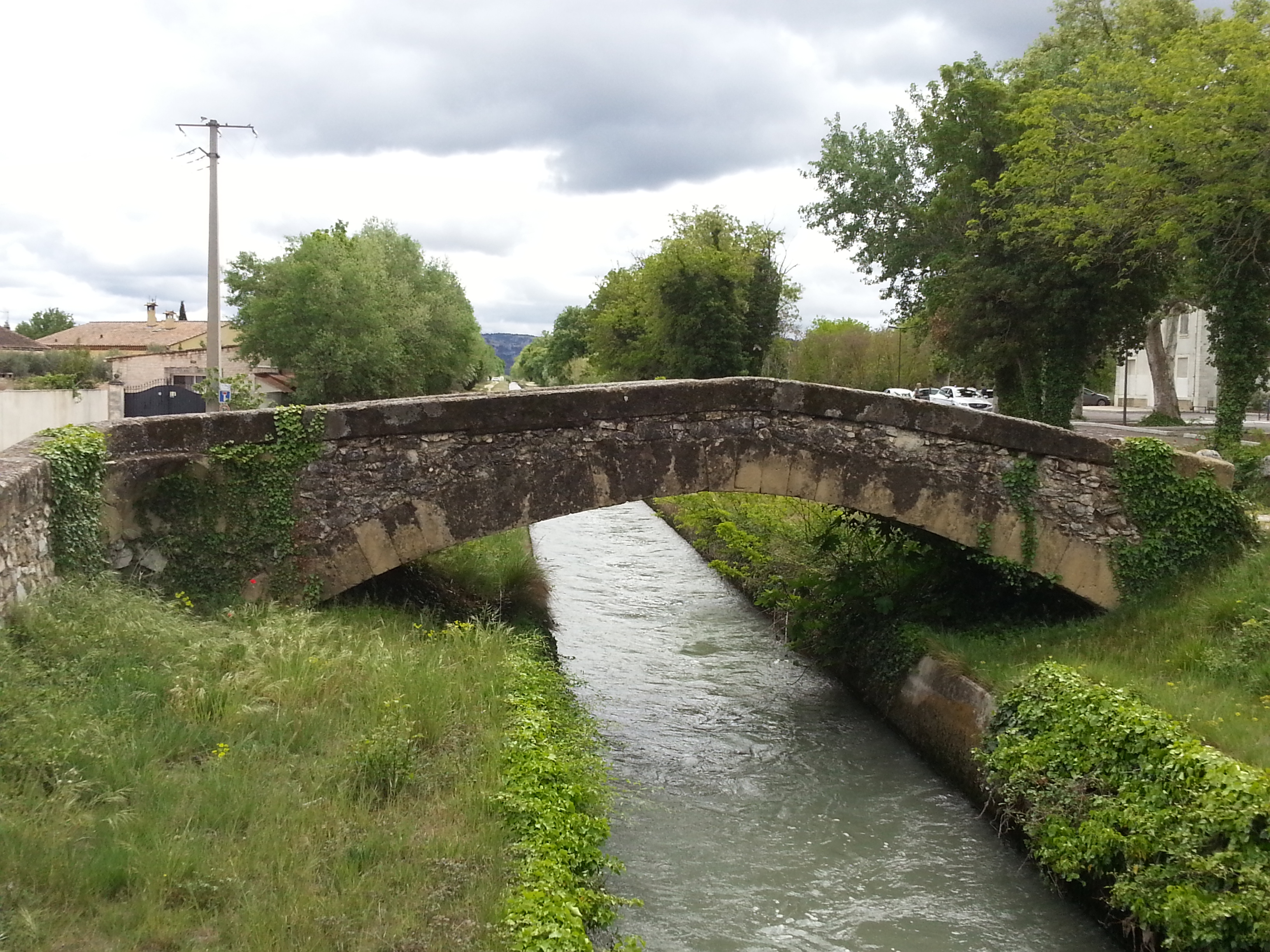
Le "pont romain".

#### Le monument aux morts

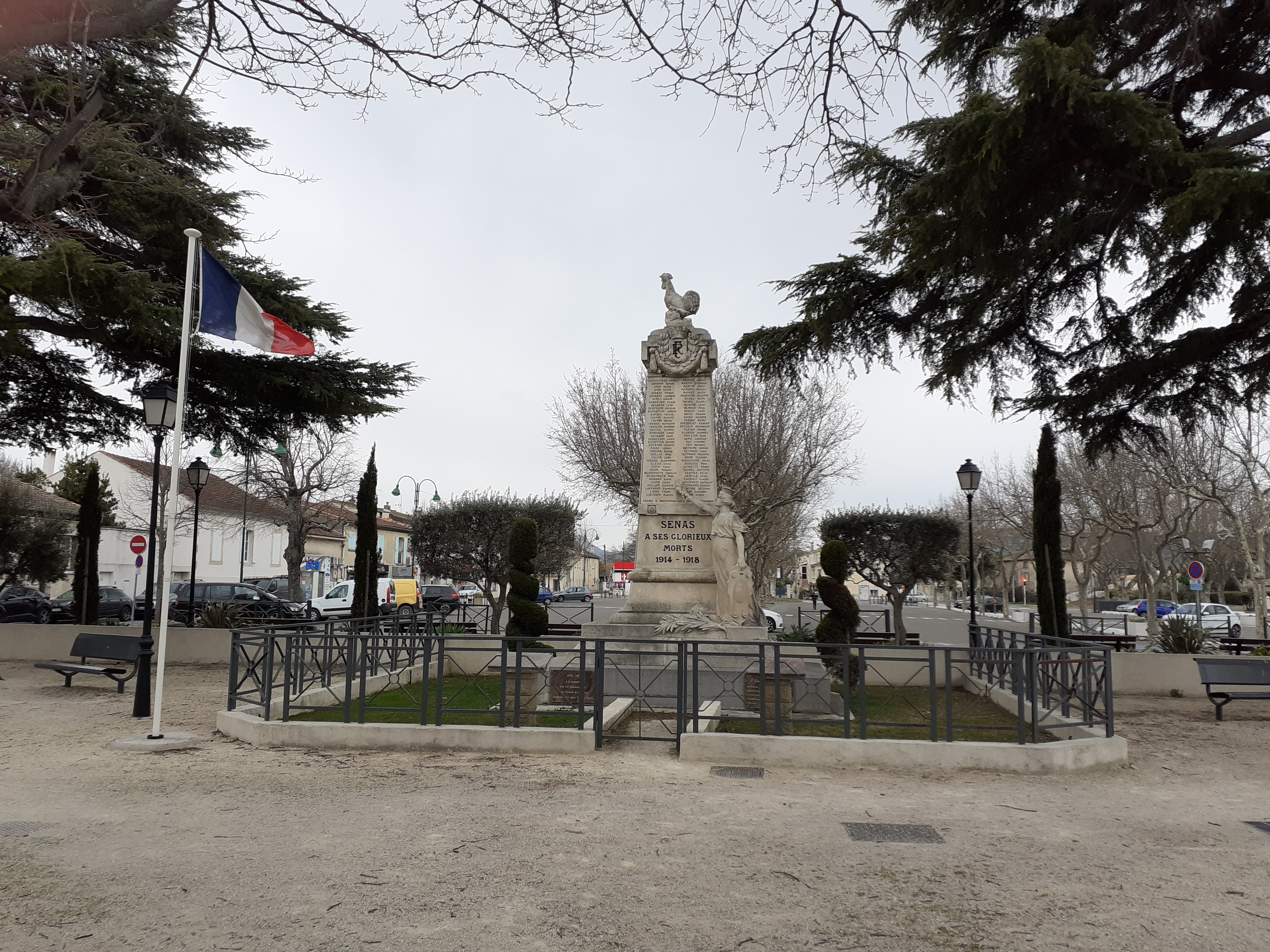
Le monument aux morts sur la place.

### Personnalités liées à la commune
- Sextius Michel : écrivain provençal de langues française et occitane, Félibre ; ancien maire du 15e arrondissement de Paris.
- Raymond Reynaud : peintre, sculpteur et plasticien français.

### Héraldique
|  | D'argent à l'arbre d'azur chargé d'un S d'or et à un chef d'azur chargé d'une couronne murale à deux tours d'or. |

|  | Ancien blason : D'argent à un chef d'azur chargé d'un chêne d'or. |

### Devise
La devise a été ajoutée au blason : Funiculu Triplex Non Rumpitur ("Un triple lien ne se rompt pas").